# Xylocopa rogenhoferi
Xylocopa rogenhoferi är en biart som beskrevs av Heinrich Friese 1900. Xylocopa rogenhoferi ingår i släktet snickarbin, och familjen långtungebin. Inga underarter finns listade i Catalogue of Life.